# UFC Fight Night: Лемус vs. Андради
UFC Fight Night: Lemos vs. Andrade, также известный как UFC Fight Night 205 или UFC on ESPN+ 63 или UFC Vegas 52 — турнир по смешанным единоборствам, организованный Ultimate Fighting Championship, который был проведён 23 апреля 2022 года в спортивном комплексе «UFC APEX» в городе Лас-Вегас, штат Невада, США.
В главном бою вечера Жессика Андради победила Аманду Лемус удушающим приёмом в пером раунде.

## Подготовка турнира
В качестве заглавного поединка турнира запланирован бой в женском минимальном весе между бразильянками Амандой Лемус (#10 в рейтинге) и бывшей чемпионкой UFC в минимальном весе, а также бывшей претенденткой на титул чемпионки UFC в наилегчайшем весе, Жессикой Андради (#1 в рейтинге наилегчайшего веса). Этот поединок станет для Андраде возвращением в минимальный вес после неудачной попытки завоевать чемпионский титул в наилегчайшем весе.

### Изменения карда
| | Главное событие - Женский минимальный вес | Главное событие - Женский минимальный вес |
| --- | --- | ----------------------------------------- |
| Аманда Лемус (#10) | Жессика Андради (#1*) |                                           |
| AMANDA OLIVEIRA DE LEMOS 11-1-1 MMA / 5-1 UFC / 5 побед 34 года (22.05.1987) Рост 163 см, размах рук 165 см Команда - Marajó Brothers Team Место рождения - Белен (Пара), Бразилия Место жительства - Белен (Пара), Бразилия Дебют в UFC - 16.07.2016 Последние бои: SDEC, Анджела Хилл (#12), 18.12.2021 TKO1, Монсеррат Руис, 17.07.2021 TKO1, Ливинья Соуза (#15), 06.03.2021 UDEC, Мизуки Инуэ, 22.08.2020 SUB1, Миранда Грэнджер, 21.12.2019 | JESSICA FERNANDA DA COATS ANDRADE[ · "BATE ESTACA" · 22-9 MMA / 13-7 UFC / 1 победа · 30 лет (25.09.1991) · Рост 157 см, размах рук 157 см · Команда - Paraná Vale Tudo · Место рождения - Умуарама, Бразилия · Место жительства - Лас-Вегас, США · Дебют в UFC - 27.07.2013 · Последние бои: · TKO1, Синтия Кальвильо (#5), 25.09.2021 · TKO2, Валентина Шевченко (Ч), 24.04.2021 · TKO1, Кэтлин Чукагян (#1), 17.10.2020 · SDEC, Роуз Намаюнас (#2), 12.07.2020 · TKO1, Чжан Вэйли, 31.08.2019 |                                           |

Бой в женском наилегчайшем весе между Мэйси Барбер и Монтаной Де Ла Росой должен был состояться на турнире UFC 269, но тогда бой был отменён из-за травмы Де Ла Росы. Теперь ожидается, что они встретятся на этом мероприятии.
Бой в тяжёлом весе между Таннером Бозером и Родригу Насименту был запланирован на этом турнире. Однако, за месяц до турнира Насименту снялся с боя по нераскрытым причинам и его заменил молдавский проспект Александр Романов. В свою очередь, 18 апреля на неделе перед турниром Бозер снялся с боя сославшись на травму. На следующий день Чейз Шерман, который 12 апреля был повторно уволен из UFC после серии из трёх поражений, вновь получил шанс и был подписан для участия в бою против Романова на коротком уведомлении. уже в день мероприятия Шерман был признан неспособным участвовать в соревнованиях из-за незначительной проблемы со здоровьем и бой был отменен.
На турнире был запланирован бой в среднем весе, в котором должны были встретиться Джордан Райт и россиянин Роман Копылов. Однако, 14 апреля стало известно, что Копылов выбывает по медицинским причинам и его заменит канадец Марк-Андре Баррио. Бой пройдёт в промежуточном весе 190 фунтов.
Бой в лёгком весе между Стивом Гарсией и Дамиром Хаджовичем должен был состояться на турнире. Однако, за неделю до турнира Хаджович снялся из-за визовых проблем и бой был отменён.
На турнире также должен был состояться бой в полусреднем весе между Луисом Косси и Престоном Парсонсом. Однако 16 апреля Косси сдал положительный тест на COVID-19 и бой отменили. На коротком уведомлении выбывшего Косси заменил подписанный промоушеном несколькими днями ранее легковес Эван Элдер.
Бой в наилегчайшем весе между Су Мудаэрцзи и бывшим чемпионом RIZIN Манэлом Капе должен был состояться на турнире, но за два дня до мероприятия был отменён из-за положительного теста на запрещённые вещества у Капе.

### Анонсированные бои
| Бой | Весовая категория        | Участники боёв и их статистика в ММА    | Участники боёв и их статистика в ММА | Участники боёв и их статистика в ММА | Участники боёв и их статистика в ММА | Участники боёв и их статистика в ММА | Участники боёв и их статистика в ММА      | Участники боёв и их статистика в ММА | Участники боёв и их статистика в ММА | Участники боёв и их статистика в ММА | Участники боёв и их статистика в ММА |                  |
|     |                          | Главный кард (Main Card)                |                                      |                                      |                                      |                                      |                                           |                                      |                                      |                                      |                                      |                  |
| 1   | Жен. минимальный вес     | Аманда Лемус (Amanda Lemos)             | #10                                  | 11-1-1 MMA, 5-1 UFC                  | 5 побед                              | vs.                                  | Жессика Андради (Jéssica Andrade)         | #1*                                  | 22-9 MMA, 13-7 UFC                   | 1 победа                             | [ 16 ]                               |                  |
| 2   | Лёгкий вес               | Клей Гвида (Clay Guida)                 |                                      | 37-21 MMA, 17-15 UFC                 | 1 победа                             | vs.                                  | Клаудио Пуэльес (Claudio Puelles)         |                                      | 11-2 MMA, 4-1 UFC                    | 4 победы                             | [ 17 ]                               |                  |
| 3   | Жен. наилегчайший вес    | Мэйси Барбер (Maycee Barber)            | #14                                  | 9-2 MMA, 4-2 UFC                     | 1 победа                             | vs.                                  | Монтана Де Ла Роса (Montana De La Rosa)   |                                      | 12-6-1 MMA, 5-2-1 UFC                | 1 победа                             | [ 18 ]                               |                  |
|     | Тяжёлый вес              | Александр Романов (Alexander Romanov)▲  |                                      | 15-0 MMA, 4-0 UFC                    | 15 побед                             | vs.                                  | Чейз Шерман (Chase Sherman)▲▼             |                                      | 15-9 MMA, 3-8 UFC                    | 3 пораж.                             | [ 19 ]                               |                  |
| 5   | Полулёгкий вес           | Ландо Ванната (Lando Vannata)           |                                      | 12-5-2 MMA, 4-5-2 UFC                | 1 победа                             | vs.                                  | Шарль Журден (Charles Jourdain)           |                                      | 12-4-1 MMA, 3-3-1 UFC                | 1 победа                             | [ 20 ]                               |                  |
|     |                          | Предварительный кард (Preliminary Card) |                                      |                                      |                                      |                                      |                                           |                                      |                                      |                                      |                                      |                  |
| 6   | Промежуточный вес (190)▲ | Джордан Райт (Jordan Wright)            |                                      | 12-2 MMA, 2-2 UFC                    | 1 пораж.                             | vs.                                  | Марк-Андре Баррио (Marc-André Barriault)▲ |                                      | 13-5 (1) MMA, 2-4 (1) UFC            | 1 пораж.                             | [ 21 ]                               |                  |
| 7   | Полусредний вес          | Дуайт Грант (Dwight Grant)              |                                      | 11-4 MMA, 3-3 UFC                    | 1 пораж.                             | vs.                                  | Сергей Хандожко (Sergey Khandozhko)       |                                      | 27-6-1 MMA, 1-1 UFC                  | 1 пораж.                             | [ 22 ]                               |                  |
| 8   | Полутяжёлый вес          | Тайсон Педро (Tyson Pedro)              |                                      | 7-3 MMA, 3-3 UFC                     | 2 пораж.                             | vs.                                  | Айк Вильянуэва (Ike Villanueva)           |                                      | 18-13 MMA, 1-4 UFC                   | 2 пораж.                             | [ 23 ]                               |                  |
| 9   | Легчайший вес            | Аожи Цилэн (Qileng Aori)                |                                      | 20-11 MMA, 0-2 UFC                   | 2 пораж.                             | vs.                                  | Кэмерон Элс (Cameron Else)                |                                      | 10-5 MMA, 0-1 UFC                    | 1 пораж.                             | [ 24 ]                               |                  |
| 10  | Полусредний вес          | Престон Парсонс (Preston Parsons)       |                                      | 9-3 MMA, 0-1 UFC                     | 1 пораж.                             | vs.                                  | Эван Элдер (Evan Elder)▲                  | д                                    | 7-0 MMA, 0-0 UFC                     | 7 побед                              | [ 25 ]                               |                  |
| 11  | Полутяжёлый вес          | Марчин Прахнё (Marcin Prachnio)         |                                      | 15-5 MMA, 2-3 UFC                    | 2 победы                             | vs.                                  | Филипи Линс (Philipe Lins)                |                                      | 14-5 MMA, 0-2 UFC                    | 2 пораж.                             | [ 26 ]                               |                  |
| 12  | Полусредний вес          | Дин Бэрри (Dean Barry)                  | д                                    | 4-1 MMA, 0-0 UFC                     | 3 победы                             | vs.                                  | Майк Джонсон (Mike Jackson)               |                                      | 0-1 (1) MMA, 0-1 (1) UFC             | 1 пораж.                             | [ 27 ]                               |                  |
|     |                          | Отменённые бои                          |                                      |                                      |                                      |                                      |                                           |                                      |                                      |                                      |                                      |                  |
|     | Тяжёлый вес              | Таннер Бозер (Tanner Boser)             |                                      | 20-8-1 MMA, 4-3 UFC                  | 1 победа                             | vs.                                  | Родригу Насименту (Rodrigo Nascimento)▼   |                                      | 8-1 (1) MMA, 1-1 (1) UFC             | 1 пораж.                             | [ 28 ]                               | Замена соперника |
|     | Средний вес              | Джордан Райт (Jordan Wright)            |                                      | 12-2 MMA, 2-2 UFC                    | 1 пораж.                             | vs.                                  | Роман Копылов (Roman Kopylov)▼            |                                      | 8-2 MMA, 0-2 UFC                     | 2 пораж.                             | [ 29 ]                               | Замена соперника |
|     | Лёгкий вес               | Стив Гарсия (Steve Garcia)              |                                      | 12-4 MMA, 1-1 UFC                    | 1 победа                             | vs.                                  | Дамир Хаджо́вич (Damir Hadžović)▼          |                                      | 14-6 MMA, 4-4 UFC                    | 1 победа                             | [ 30 ]                               |                  |
|     | Полусредний вес          | Луис Косси (Louis Cosce)▼               |                                      | 7-1 MMA, 0-1 UFC                     | 1 пораж.                             | vs.                                  | Престон Парсонс (Preston Parsons)         |                                      | 9-3 MMA, 0-1 UFC                     | 1 пораж.                             | [ 31 ]                               | Замена соперника |
|     | Тяжёлый вес              | Таннер Бозер (Tanner Boser)▼            |                                      | 20-8-1 MMA, 4-3 UFC                  | 1 победа                             | vs.                                  | Александр Романов (Alexander Romanov)▲    |                                      | 15-0 MMA, 4-0 UFC                    | 15 побед                             | [ 32 ]                               | Замена соперника |
|     | Наилегчайший вес         | Су Мудаэрцзи (Mudaerji Su)              | #12                                  | 15-4 MMA, 3-1 UFC                    | 3 победы                             | vs.                                  | Манэл Капе (Manel Kape)▼                  | #14                                  | 17-6 MMA, 2-2 UFC                    | 2 победы                             | [ 33 ]                               |                  |

[*] Позиция Андраде в рейтинге женского наилегчайшего веса.

## Церемония взвешивания
Результаты официальной церемонии взвешивания.
| Весовая категория и допустимый лимит в фунтах | Весовая категория и допустимый лимит в фунтах | Участники боёв и их вес в фунтах | Участники боёв и их вес в фунтах | Участники боёв и их вес в фунтах | Участники боёв и их вес в фунтах |
| Жен. минимальный вес                          | 115 (+1)                                      | Аманда Лемус                     | 115                              | Жессика Андради                  | 115,5                            |
| Лёгкий вес                                    | 155 (+1)                                      | Клей Гвида                       | 154                              | Клаудио Пуэльес                  | 155,5                            |
| Жен. наилегчайший вес                         | 125 (+1)                                      | Мэйси Барбер                     | 125,5                            | Монтана Де Ла Роса               | 125,5                            |
| Тяжёлый вес                                   | 265 (+1)                                      | Александр Романов                | 240,5                            | Чейз Шерман                      | 249                              |
| Полулёгкий вес                                | 145 (+1)                                      | Ландо Ванната                    | 146                              | Шарль Журден                     | 144,5                            |
| Промежуточный вес                             | 190 (+1)                                      | Джордан Райт                     | 190                              | Марк-Андре Баррио                | 188,5                            |
| Полусредний вес                               | 170 (+1)                                      | Дуайт Грант                      | 170,5                            | Сергей Хандожко                  | 169,5                            |
| Полутяжёлый вес                               | 205 (+1)                                      | Тайсон Педро                     | 205                              | Айк Вильянуэва                   | 205,5                            |
| Легчайший вес                                 | 135 (+1)                                      | Аожи Цилэн                       | 136                              | Кэмерон Элс                      | 135                              |
| Полусредний вес                               | 170 (+1)                                      | Престон Парсонс                  | 170                              | Эван Элдер                       | 170                              |
| Полутяжёлый вес                               | 205 (+1)                                      | Марчин Прахнё                    | 205                              | Филипи Линс                      | 205                              |
| Полусредний вес                               | 170 (+1)                                      | Дин Бэрри                        | 170,5                            | Майк Джонсон                     | 170                              |

Все бойцы показали вес в лимитах своих весовых категорий.

## Результаты турнира
| Бой    | Весовая категория       | Результат боя        | Результат боя     | Результат боя | Результат боя | Результат боя | Результат боя      | Результат боя | Способ победы                                        | Раунд | Время | Рефери в ринге | Прим.              |
|        |                         | Главный кард         |                   |               |               |               |                    |               |                                                      |       |       |                |                    |
| Бой 11 | Жен. минимальный вес    |                      | Жессика Андради   | #1*           | поб.          |               | Аманда Лемус       | #10           | Сдача, удушающий приём (ручной треугольник в стойке) | 1     | 3:13  | Кит Питерсон   | Выступление вечера |
| Бой 10 | Лёгкий вес              |                      | Клаудио Пуэльес   |               | поб.          |               | Клей Гвида         |               | Сдача, болевой приём (рычаг колена)                  | 1     | 3:01  | Херб Дин       | Выступление вечера |
| Бой 9  | Жен. наилегчайший вес   |                      | Мэйси Барбер      | #14           | поб.          |               | Монтана Де Ла Роса |               | Единогласное решение (30–27, 30–27, 30–27)           | 3     | 5:00  | Крис Тоньони   |                    |
| Бой 8  | Полулёгкий вес          |                      | Шарль Журден      |               | поб.          |               | Ландо Ванната      |               | Сдача, удушающий приём (гильотина)                   | 1     | 2:32  | Кит Питерсон   |                    |
| Бой 7  | Промежуточный вес (190) |                      | Марк-Андре Баррио |               | поб.          |               | Джордан Райт       |               | Сдача, удушающий приём (гильотина)                   | 1     | 2:36  | Херб Дин       |                    |
|        |                         | Предварительный кард |                   |               |               |               |                    |               |                                                      |       |       |                |                    |
| Бой 6  | Полусредний вес         |                      | Сергей Хандожко   |               | поб.          |               | Дуайт Грант        |               | Технический нокаут (левый оверхэнд и добивание)      | 2     | 4:15  | Крис Тоньони   | Лучший бой вечера  |
| Бой 5  | Полутяжёлый вес         |                      | Тайсон Педро      |               | поб.          |               | Айк Вильянуэва     |               | Технический нокаут (удар по ноге и добивание)        | 1     | 4:55  | Марк Смит      |                    |
| Бой 4  | Легчайший вес           |                      | Аожи Цилэн        |               | поб.          |               | Кэмерон Элс        |               | Технический нокаут (граунд-энд-паунд)                | 1     | 2:48  | Кит Питерсон   |                    |
| Бой 3  | Полусредний вес         |                      | Престон Парсонс   |               | поб.          |               | Эван Элдер         | д             | Единогласное решение (30–26, 30–27, 30–27)           | 3     | 5:00  | Херб Дин       |                    |
| Бой 2  | Полутяжёлый вес         |                      | Филипи Линс       |               | поб.          |               | Марчин Прахнё      |               | Единогласное решение (29–28, 29–28, 29–28)           | 3     | 5:00  | Марк Смит      |                    |
| Бой 1  | Полусредний вес         |                      | Майк Джонсон      |               | поб.          |               | Дин Бэрри          | д             | Дисквалификация (выдавливание глаза)                 | 1     | 3:52  | Крис Тоньони   |                    |

## Бонусы
Следующие бойцы были удостоены денежного бонуса в $50,000:
- Лучший бой вечера: Сергей Хандожко vs. Дуайт Грант
- Выступление вечера: Жессика Андради и Клаудио Пуэльес

## Последствия турнира

### Рейтинги бойцов
После турнира обновление рейтинга бойцов произведено не было.

## Счылки
- Официальный раздел турнира UFC Fight Night 205. на сайте UFC.